# 비안군
| Daedongyeojido (Gyujanggak) 16-02.jpg |  |
|                                       |  |

비안군(比安郡)은 한국의 옛 행정구역으로 현재의 비안면, 안계면, 안평면(일부), 구천면, 단북면, 단밀면, 안사면, 신평면(일부)과 예천군 풍양면 일부를 관할했던 의성군 서부의 전신이다. 1895년에 군으로 승격됐으나, 1914년에 의성군에 통합되어 폐지되었다.

## 역사
- 상고 : 소문국에 속하여 아화옥, 병옥, 병산현
- 신라 : 경덕왕 때 문소군 비옥으로 개칭
- 고려 현종 9년 : 상주목(尙州牧)에 속하였으며 공양왕 2년 안정현(安貞縣)과 병합
- 조선 세종 3년 : 안정현(安貞縣)과 비옥현(比屋縣)을 통합해서 현의 명칭을 안비현(安比縣)이라 개칭했다가 2년 후에 다시 비안현(比安縣)으로 고치고 현청(縣廳)의 소재지도 안정(安貞)에서 비옥(比屋)으로 옮겨왔다고 한다.
- 1895년 6월 23일 행정구역 개편 때 비안은 현에서 군으로 승격되고 현감이 부임하는 최하급 고을에서 획일적으로 군수가 부임하여 왔다. 또한 동시에 관할도 23부제의 실시로 대구부(大邱府)에 넘어갔다가 이듬해에 13도제로 개편됨에 따라 다시 경상북도로 이관되었다.
- 1906년 9월 24일 시행된 행정 구역 개편 때에는 상주군으로부터 옛 단밀현(丹密縣)의 옛터이던 단동(丹東), 단서(丹西), 단남(丹南), 단북(丹北)등 4개 면을, 예천군으로부터 옛 다인현(多仁縣) 땅이던 현동(縣東), 현서(縣西),현남(縣南), 현내(縣內) 등 4개 면을 이관받고, 1909년에는 외북면(外北面)을 의성군에 넘겨주고 의성군으로부터 우곡면(羽谷面)을 넘겨받았다.

## 행정 구역
- 외북면(外北面), 외서면(外西面), 군내면(郡內面), 내북면(內北面), 내서면(內西面), 신동면(身東面), 우곡면(羽谷面)
- 옛 단밀현 : 단동면(丹東面), 단서면(丹西面), 단남면(丹南面), 단북면(丹北面)
- 옛 다인현 : 현내면(縣內面), 현동면(縣東面), 현서면(縣西面), 현남면(縣南面)
- 옛 안정현 : 정동면(定東面), 정서면(定西面), 정북면(定北面)

## 1914년 이후
| 통폐합 전 | 통폐합 후 (의성군) | 통폐합 후 (의성군)                                     |
| 구 행정구역 | 신 행정구역        | 신 행정구역                                            |
| --- | ------------------ | ------------------------------------------------------ |
| 군내면(郡內面) 동부동/창하동, 창상동/구교동/서강동/박연동/신흥동, 옥포동/구연동, 장송동/춘강동 | 비안면             | 동부동, 서부동, 옥연동, 장춘동                         |
| 신동면(身東面) 가도동/장암동, 산두동/제내동/제하동, 쌍계동, 현산동, 화장동/신기동/무덕동 | 비안면             | 도암동, 산제동, 쌍계동, 현산동, 화신동                 |
| 내북면(內北面) 용동/내남동/외남동, 후천동, 자포동/일곡동, 외두동/내두동, 도락동/생려동/조동 | 비안면             | 용남동, 용천동, 외곡동, 이두동, 자락동                 |
| 외북면(外北面) 금당동/누곡동, 삼거동/춘생동, 하련동/해련동 | 비안면             | 금곡동                                                 |
| 외북면(外北面) 금당동/누곡동, 삼거동/춘생동, 하련동/해련동 | 안평면             | 삼춘동, 하령동                                         |
| 내서면(內西面) 흥전동/(단서면)청신동/조율동/소리동, 흥암동/모고동, 조개동/조성동 | 구천면             | 소호동, 모흥동, 조성동                                 |
| 외서면(外西面) 팔미동/천동, 내동/비산동, 유산동/율지동/원산동, 구천동/산구동/용점동/용천동 | 구천면             | 미천동, 내산동, 유산동, 위성동                         |
| 단동면(丹東面) 장곡동/상국동/중국동/하국동, 용신동/상사동/하사동 | 구천면             | 장국동, 용사동                                         |
| 단북면(丹北面) 하련동/중련동, 용연동/(정서면)노연동, 오정동/안계동, 상련동/우제동, 효자동/대제동, 칠성동/조암동, 신기동/하제동                                                                    | 단북면             | 이연동, 노연동, 정안동, 연제동, 효제동, 성암동, 신하동 |
| 단남면(丹南面) 팔등동, 생물동/송중동, 낙동동/양정동, 용산동 | 단밀면             | 팔등동, 생송동, 낙정동, 용산동                         |
| 단서면(丹西面) 속상동/도암동/속하동, 단곡동/(단동면)도호동/신천동/(정서면)노연동 일부, 주하동 일부/주중동/용암동/위성동, 주하동 일부/지내동/선상동/선하동, 구서동/부제동                          | 단밀면             | 속암동, 용곡동, 위중동, 주선동, 서제동                 |
| 현내면(縣內面) 말지동/덕촌동/하광덕동/상광덕동 일부, 미력동/상광덕동 일부/음곤동, 양곤동/서동동, 반용동/우곡동                                                                                    | 다인면             | 용곡동, 덕지동, 덕미동, 양서동, 용곡동                 |
| 현남면(縣南面) 서리동/원동 일부/도구동/금릉동, 내동/신촌동 일부, 가야동/원동 일부/신촌동 일부, 도산동/백암동, 평지동/죽림동, 송화동/사호동                                                        | 다인면             | 서릉동, 산내동, 가원동, 도암동, 평림동, 송호동         |
| 현동면(縣東面) 동정동/봉평동/산막동, 달동/모창동/금제동, 남송동/운곡동/신주동/용강동, 내산정동/외산정동/고락동 일부, 남송동/운곡동 일부/용강동 일부/신주동 일부/신항동/고락동 일부, 용산동/무릉동 | 다인면             | 봉정동, 달제동, 삼분동, 외정동, 신락동, 용무동         |
| 현서면(縣西面) 고천동/수산동, 공덕동/봉림동, 당촌동/괴동, 풍덕동/직신동 | (예천군)풍양면     | 고산동, 공덕동, 괴당동, 풍신동                         |
| 정동면(定東面) 교촌동, 봉성동/대지동/고현동, 고도동 일부/덕동, 고도동 일부/석정동/주양동/장성동, 원동/강동/천세동/당평동/(정서면)토구동 일부                                                      | 안계면             | 교촌동, 안정동, 도덕동, 봉양동, 위양동                 |
| 정서면(定西面) 용제동/장기동, 시동/안계동, 토구동 일부/가매동, 송곡동/태양동 | 안계면             | 용기동, 시안동, 토매동, 양곡동                         |
| 정북면(定北面) 교동/마안동/(우곡면)관산동, 덕봉동, 검곡동 | 신평면             | 교안동, 덕봉동, 검곡동                                 |
| 우곡면(羽谷面) 중리동/율리동, 청계동/운방동, 용봉동 | 신평면             | 중율동, 청운동, 용봉동                                 |
- 비안면은 군내면, 신동면, 내북면을 병합하여 군 명칭을 따 비안면이라 칭하였다.
- 안계면은 정동면, 정서면을 병합하여 면내 서북쪽으로 안계역(安溪驛)과 안계원(安溪院)이 있었던 유래를 취하여 안계면이라 칭하였다.
- 안평면은 외북면, 의성군의 석전면, 안평면을 통합하여 편안하고(安) 평화로운 고장이라는 뜻의 평(平)을 써서 안평면이라 칭하였다.
- 구천면은 내서면, 외서면, 단동면을 병합하여 구천서원(龜川書院)에서 유래를 취하여 구천면이라 칭하였다.
- 단밀면은 단서면, 단남면을 병합하여 단밀현에서 명칭을 따 단밀면으로 칭하였다.
- 단북면은 단밀현의 현청 소재지에서 북쪽에 위치하므로 단북면이라 칭하였다.
- 다인면은 현내면, 현남면, 현동면을 병합하여 다인현에서 명칭을 따 다인면으로 칭하였다.
- 신평면은 우곡면, 정북면, 용궁군의 신하면을 병합하여 신평면이라 칭하였다.
- 풍양면은 현서면, 용궁군 남상면, 남하면을 병합하여 풍양면으로 통합되어, 유일하게 예천군으로 이속된 지역이다.